# Альма Муді
Альма Муді (англ. Alma Moodie, 12 вересня 1898, Рокгемптон — 7 березня 1943 року, Франкфурт-на-Майні) — австралійсько-німецька скрипалька.

## Біографія

### Дитинство
Народилася в сім'ї власника лавки залізних виробів, який помер коли дочці було близько року. Виросла в селищі Маунт-Морган з матір'ю, вчителькою музики; почала займатися музикою в Рокгемптон у Людвіга д'Аге, дебютувавши на міський музичній сцені в 1904 році. 1907 року на зібрані для неї кошти вирушила з матір'ю в Європу, де спершу протягом трьох років навчалася в Брюссельської консерваторії у Оскара Бака і Сезара Томсона. На початку 1910-х рр. концертувала в Німеччині, де привернула до себе увагу Макса Регера. Регер надав юній скрипальці заступництво, виступав з нею як акомпаніатор і диригент.

### Творча діяльність
Після Першої світової війни мати і дочка Муді повернулися до Брюсселя, де мати і померла, помер також Регер. Після завершення війни Муді, відновлюючи втрачені навички, стала ученицею Карла Флеша. 1919 року Муді повернулася до активної концертної діяльності. 6 листопада цього року вона виконала прем'єру скрипкового концерту Курта Аттерберга з Берлінським симфонічним оркестром під керуванням Макса фон Шиллінгса.
Найважливіше місце в її репертуарі займала сучасна музика. Коло пристрастей скрипальки відбивали і програми її чотирьох концертів у Великому залі в жовтні 1926 року. З оркестром під керуванням Фріца Штідрі вона грала концерти Баха, Брамса, і, вперше в СРСР, присвячений їй Концерт Кшенека. В одній з сольних програм прозвучала зроблена Стравінським спеціально для Муді аранжування з "Пульчинелли". Прем'єру сюїти Альма Муді зіграла зі Стравінським 25 листопада 1925 року у Франкфурті.

## Особисте життя
У 1927 році Муді вийшла заміж за юриста Олександра Шпенглера і влаштувалася в Кельні, помітно скоротивши свою концертну програму. У 1928 р народився син Георг, в 1932 р дочка Барбара. Сімейне життя скрипальки, однак, не була вдалим, і вона почала зловживати алкоголем і снодійним. З 1937 р Муді перебралася до Франкфурта-на-Майні, де зайняла пост професора в Консерваторії Хоха; серед її учнів Гюнтер Кер і Лея Любошиц.
Альма Муді померла у Франкфурті під час нальоту авіації, за офіційною версією від тромбозу, однак прийнято вважати, що вона наклала на себе руки. Пам'яті Муді присвячена скрипкова соната Карла Хеллера.